# Хоарілья-де-лас-Матас
Хоарілья-де-лас-Матас (ісп. Joarilla de las Matas) — муніципалітет в Іспанії, у складі автономної спільноти Кастилія-і-Леон, у провінції Леон. Населення — 366 осіб (2010).
Муніципалітет розташований на відстані близько 240 км на північний захід від Мадрида, 47 км на південний схід від Леона.
На території муніципалітету розташовані такі населені пункти: (дані про населення за 2010 рік)
- Хоарілья-де-лас-Матас: 202 особи
- Сан-Мігель-де-Монтаньян: 94 особи
- Вальдеспіно-де-Вака: 70 осіб

## Демографія
Динаміка населення (INE ):